# Кирпичов Віктор Львович
Ві́ктор Льво́вич Кирпичо́в (нар. 26 вересня (8 жовтня) 1845, Петербург – 1913) — російський механік. Заслужений професор, один з найвидатніших учених-механіків, талановитий інженер і педагог, організатор вищої технічної освіти та громадський діяч, засновник і перший директор Харківського технологічного інституту (1885–1898), засновник і перший директор Київського політехнічного інституту (1898–1902). Почесний член Російського технічного товариства, засновник і голова Південноросійського товариства технологів, надалі — його почесний член (1895—1898).

## Біографія

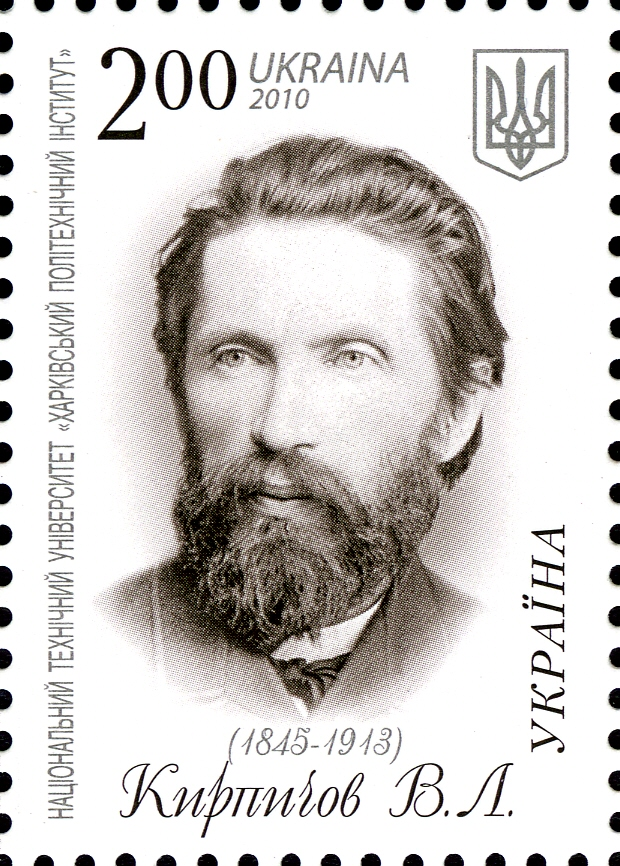
«Кирпичов Віктор Львович», поштова марка України (2010)

1845 — 8 жовтня (26 вересня) народився в Петербурзі.
1862 — закінчив Полоцький кадетський корпус.
1863 — закінчив Михайлівське артилерійське училище.
1863-1865 — служба (стажування) у Кронштадтській фортечній артилерії.
1865-1868 — навчання в Михайлівській артилерійській академії.
1869-1870 — виконав першу наукову роботу (спільно з акад. Гадоліним А. В.) з механічних випробувань сталі, обробленої за способом Чернова Д. К.
1870 — обрано за конкурсом викладачем механіки Петербурзького технологічного інституту.
1873 — стажувався в Німеччині (у Гейдельберзі), де слухав лекції та навчався у відомого фізика Г. Кірхгофа.
1874 — виступив на засіданні Російського фізико-хімічного товариства з доповіддю щодо доведення теореми подібності теорії пружності стосовно явищ пружності.
1876 — відвідав виставку наукових приладів, що відкрилася в Кенсінгтонському музеї у Лондоні. Одружився з Матильдою Карлівною Циглер. Обрано професором Петербурзького технологічного інституту.
1881-1887 — член ради Російського технічного товариства; а з 1907 р. — почесний член цього товариства.
1882 — виступив на засіданні Російського технічного товариства з першою у Росії доповіддю про охорону робітників від нещасних випадків.
1884 — разом з І. О. Вишнеградським брав активну участь у розробці проєкту розвитку професійної освіти в Росії.
1885-1898 — організатор і директор   Харківського  технологічного інституту (нині Національний технічний університет "Харківський політехнічний інститут").
1888 — обрано почесним членом Політехнічного товариства при Московському технічному училищі.
1893 — був експертом на Всесвітній промисловій виставці у Чикаго. Ознайомився з американськими машинобудівними заводами.
1895-1898 — один із засновників і голова Південно-Російського товариства технологів; згодом — почесний член цього ж товариства.
1897 — брав участь у Комісії з питань про вищі технічні навчальні заклади.
1898-1902 — організатор і директор Київського політехнічного інституту. Вийшов друком перший том курсу «Сопротивление материалов».
189? — вийшов друком другий том курсу «Сопротивление материалов».
1902 — звільнено з посади директора КПІ за підтримку революційного руху студентства. Видав курс «Основания графической статики» (надалі вийшли друком шість перевидань).
1903 — голова будівельної комісії Петербурзького політехнічного інституту. З осені почав викладати в цьому інституті курс прикладної та будівельної механіки. Вийшла друком праця «Лишние неизвестные в строительной механике» (друге видання — у 1934 р.).
1907 — вийшла у світ книга «Беседы о механике» (чотири з п'яти її видань було підготовано значно пізніше).
1910 — почесний член Першого з'їзду діячів гірничої справи, металургії та машинобудування. Головував на Другому з'їзді діячів гірничої справи, металургії та машинобудування.
1913 — написав останні праці — «Оптическое изучение упругих деформаций» та «Об усталости металлов».
1913 — 20 (7) жовтня помер у Петербурзі.

## Наукова діяльність
Основні напрями наукової діяльності — дослідження з опору матеріалів, будівельної і технічної механіки, міцності машин та конструкцій. Уперше в Росії видав найповніші курси з опору матеріалів і статики споруд. Розробив методи розрахунку різних статично невизначених конструкцій. Його роботи з будівельної механіки не мали собі рівних в європейській науково-технічній літературі за оригінальністю й виразністю викладу. Ідею використання теореми взаємності разом з поняттям узагальнених сил пристосував для побудови ліній впливу в різноманітних задачах, що стосуються простих і нерозрізних балок і арок. Провів експериментальні дослідження з вивчення напруженого стану в елементах конструкцій з використанням поляризаційно-оптичного методу. Вказав на перспективність оптичних методів при дослідженні пружних деформацій і виготовленні деталей машин. Проводив дослідження утоми металів на основі їх кристалічної будови. Відкрив закон подібності в механіці. Своєю цілеспрямованою енергійною науково-організаційною і громадською діяльністю зробив величезний внесок у розвиток вітчизняного машинобудування на початку століття в дореволюційній Росії, вказав шляхи його подальшого розвитку з урахуванням сучасного науково-технічного прогресу країн Європи і Північної Америки.
Велика заслуга науковця полягає у створенні при Київському політехнічному інституті першої Київської наукової школи механіки в галузі динамічної і статичної міцності машинобудівного напряму, яка відігравала значну роль у розвитку вітчизняної науки і техніки.
У своїй успішній педагогічній діяльності сповідував принцип поєднання теоретичної підготовки з лабораторними заняттями й виробничою практикою, на той час нетиповий. Велику увагу приділяв розвиткові у майбутніх інженерів навичок до самостійної творчої (винахідницької) роботи. У 1896 виступив на другому з'їзді російських діячів з технічної та професійної освіти з доповіддю «Експериментальна механіка та механічні лабораторії у вищих спеціальних школах». Свої ідеї втілив у життя в Київському політехнічному інституті. Восени 1900 після закінчення будівництва головного корпусу почав організовувати механічну лабораторію, підпорядковану директорові інституту. Брав активну участь у Комісії І. О. Вишнеградського з розробки проекту загального комплексного плану розвитку промисловості та професійної освіти у Росії (1884), у Комісії з питань про вищі технічні навчальні заклади (1897), головував на другому з'їзді з гірничої справи, металургії і машинобудування (1910). У 1893 — секретар експертної комісії на Всесвітній промисловій виставці у Чикаго, знайомився з американськими машинобудівними заводами.
Перспективне значення для подальшого прогресу вищої технічної освіти мали думки В. Л. Кирпичова про роль математики у вихованні інженерного мислення. Він розглядав математику не лише як важливий допоміжний засіб при розрахуванні машин, механізмів та споруд, але й як «єдиний спосіб кваліфікованої підготовки інженерів». Це стверджувалося задовго до активного впровадження математичних методів в інженерію, до розгортання процесів математизації природознавства. Завдяки В. Л. Кирпичову на етапі становлення вищої технічної освіти математична освіта стала серцевиною підготовки кваліфікованих інженерів. Перспективною виявилася ідея В. Л. Кирпичова про необхідність прищепити у вищій школі майбутнім фахівцям уміння користуватися лічильною та обчислювальною технікою. На той час ця техніка була примітивною, але сама ідея передбачила видатну роль обчислювальної техніки та інформатики в інженерній діяльності. Основоположного значення він надавав графічним і графоаналітичним методам та технічному кресленню: інженер повинен уміти читати технічні креслення, володіти основами графічного мистецтва, вміти малювати. В. Л. Кирпичов ішов далі у вимогах розвивати такий хист у майбутнього фахівця в галузі техніки. Він став одним з основоположників нової науки — графічної статики, яку він трактував як інженерну науку, вважаючи, що за допомогою її методів можна вирішити багато інженерних завдань, які важко вирішуються аналітичними методами. Причому ці рішення набувають наочного й вишуканого вигляду, тому методи графічної статики широко застосовуються в інженерній практиці.
Використав теорему взаємності разом із поняттям узагальнених сил для побудови ліній впливу у різноманітних задачах, що стосуються простих і нерозрізних балок і арок.
Цілісності висунутій В. Л. Кирпичовим системі вищої технічної освіти надавали і його думки про роль естетичного виховання майбутнього інженера, виховання художнього смаку з реалізацією його в інженерних розробках, засвоєнні елементів майбутнього дизайну. Він вважав, що швидкі успіхи техніки майже повністю позбавили інженерів та техніків будь-якого художнього чуття, і це призводить до деградації культурної цінності продуктів технології. Він визнавав таке становище лихом і застерігав про поширення цієї тенденції на сферу вищої технічної освіти. Широка наукова й загальнокультурна підготовка має сприяти виробленню у майбутнього інженера навичок винахідливості, творчої уяви, технічної фантазії, оригінальності рішень. У праці «Значення фантазії для інженера»(1903) він писав, що без уміння вносити у будь-яку справу елемент фантазії технічний фахівець не буде справжнім творцем і залишиться звичайним коментатором науки і техніки. Технічну фантазію він пов'язував з винахідницькою діяльністю, вважаючи, що лише за допомогою фантазії можна подолати шаблони, стереотипи, готові зразки і технічні рецепти. Ця проблема поєднувалася з вихованням у студентів навичок самостійної роботи. 
Розроблені В. Л. Кирпичовим методи викладання механіки, його навчальні посібники мали великий вплив на навчання вчених-механіків та інженерів у всьому світі. Йому вдалося досягти не лише фундаментальних наукових результатів, а й сформувати нові методи викладання та створити підручники, спрямовані на те, щоб «наблизити викладання механіки до потреб інженерів». 
У своєму виступі... 27 травня 1895 р., В. Л. Кирпичов зазначив: «У науковій сфері, подібно до інших областей духовної діяльності людини, існує спадкоємна передача духовних дарів від учителя до учня, щось подібне до посвячення на розумову діяльність». Такий імпульс В. Л. Кирпичов прийняв від І. О. Вишнеградського. Такі напутні побажання від В. Л. Кирпичова отримали С. П. Тимошенко, Д. С. Зернов, І. І. Бобариков, Б. Г. Гальоркін, О. М. Динник, О. О. Радціг, М. М. Давиденков, Л. М. Мацієвич, Г. Ф. Бураков, П. М. Мухачов, Г. М. Хоткевич, М. І. Карташов, В. М. Маковський, Л. В. Ассур та багато інших.

## Наукові праці
Автор 40 наукових праць, серед яких основні:
- «Деталі машин» (1898),
- «Опір матеріалів» (І т-1898, II т-1900),
- «Зайві невідомі в будівельній механіці» (1903),
- «Лекції з механіки» (1907),
- «Оптичне вивчення пружних деформацій» (1913),
- «Машинобудування у Росії» (1884).

## Нагороди
- орден Св. Станіслава (1894)
- орден Св. Володимира (1890)
- орден Св. Анни (1878).

## Пам'ять
Кожного, хто приходить до КПІ, нині зустрічає бронзове погруддя першого ректора (скульптор Наталія Дерегус, архітектор Борис Писаренко), встановлене перед історичним першим корпусом. Його було урочисто відкрито 31 серпня 1998 року – у день відзначення сторічного ювілею тепер уже університету – найбільшого і одного з найвідоміших українських закладів вищої технічної освіти.
У вестибюлі Ректорського корпусу Національного технічного університету «Харківський політехнічний інститут» встановлено пам'ятник В. Л. Кирпичову.
Пам'ятна дошка шанованому в Україні та за її межами видатному науковцю, талановитому педагогу й організатору науки та вищої технічної школи встановлена в 1985 р. на стіні Головного аудиторного корпусу. Дошка виконана з бронзи та мармуру. Автор меморіальної дошки — заслужений діяч мистецтв УРСР, лауреат Державної премії УРСР імені Тараса Шевченка, харківський скульптур М. Ф. Овсянкін.
На честь вшанування пам'яті цієї Людини, Вчителя та Вченого, який «творив техніку як науку», у Національному технічному університеті «Харківський політехнічний інститут» проводяться щорічні наукові «Кирпичовські читання».
На сайті науково-технічної бібліотеки розміщено біографію, бібліографію праць В. Л. Кирпичова, список публікацій про життя та наукову діяльність у проєкті «Ректори (директори) НТУ «ХПІ» [ХПТІ, ХТІ, XXТІ, ХММІ, ХЕТІ, ХПІ]»